# Pavieia superba
Pavieia superba là một loài bọ cánh cứng trong họ Cerambycidae.

## Hình ảnh

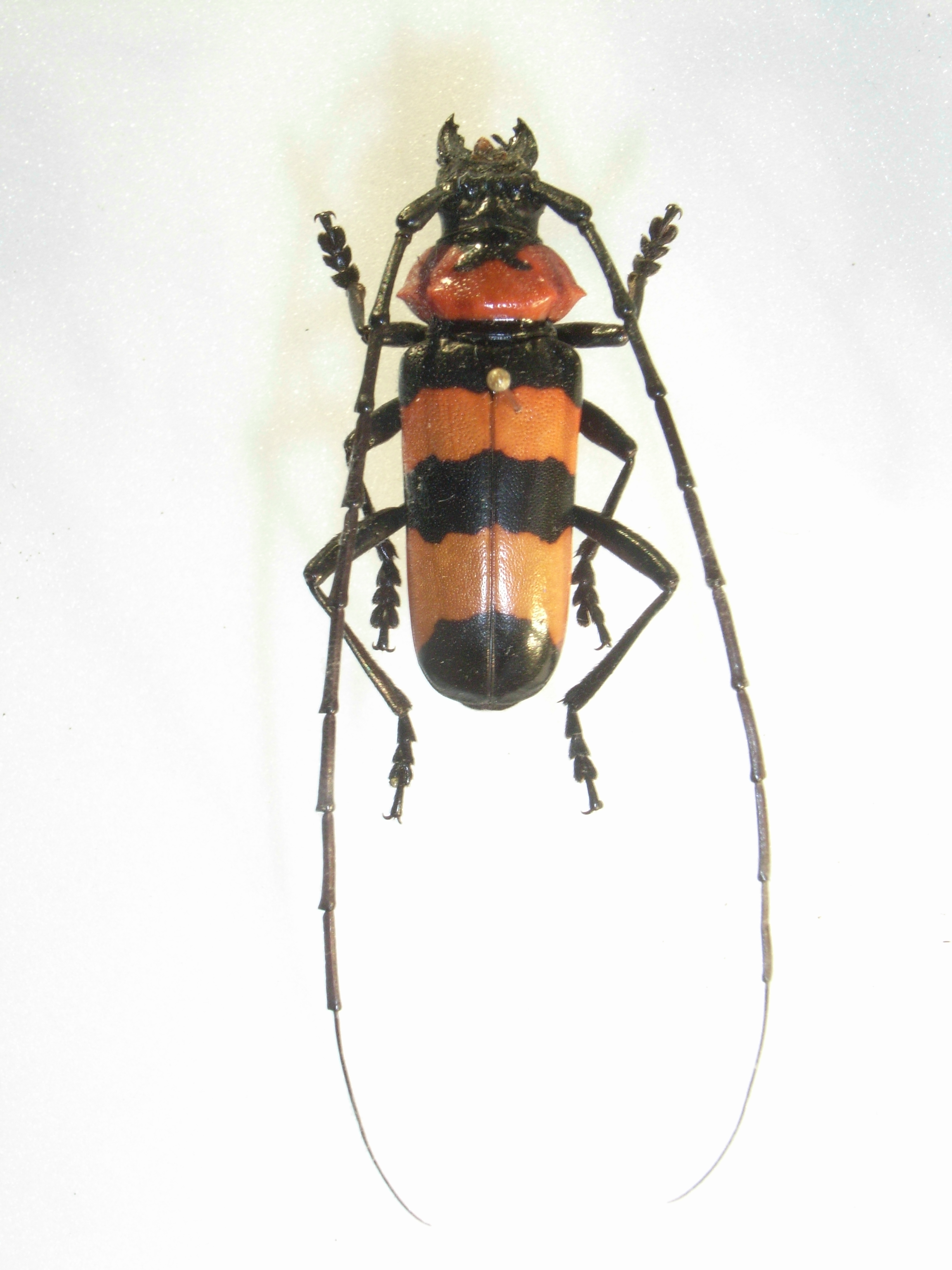
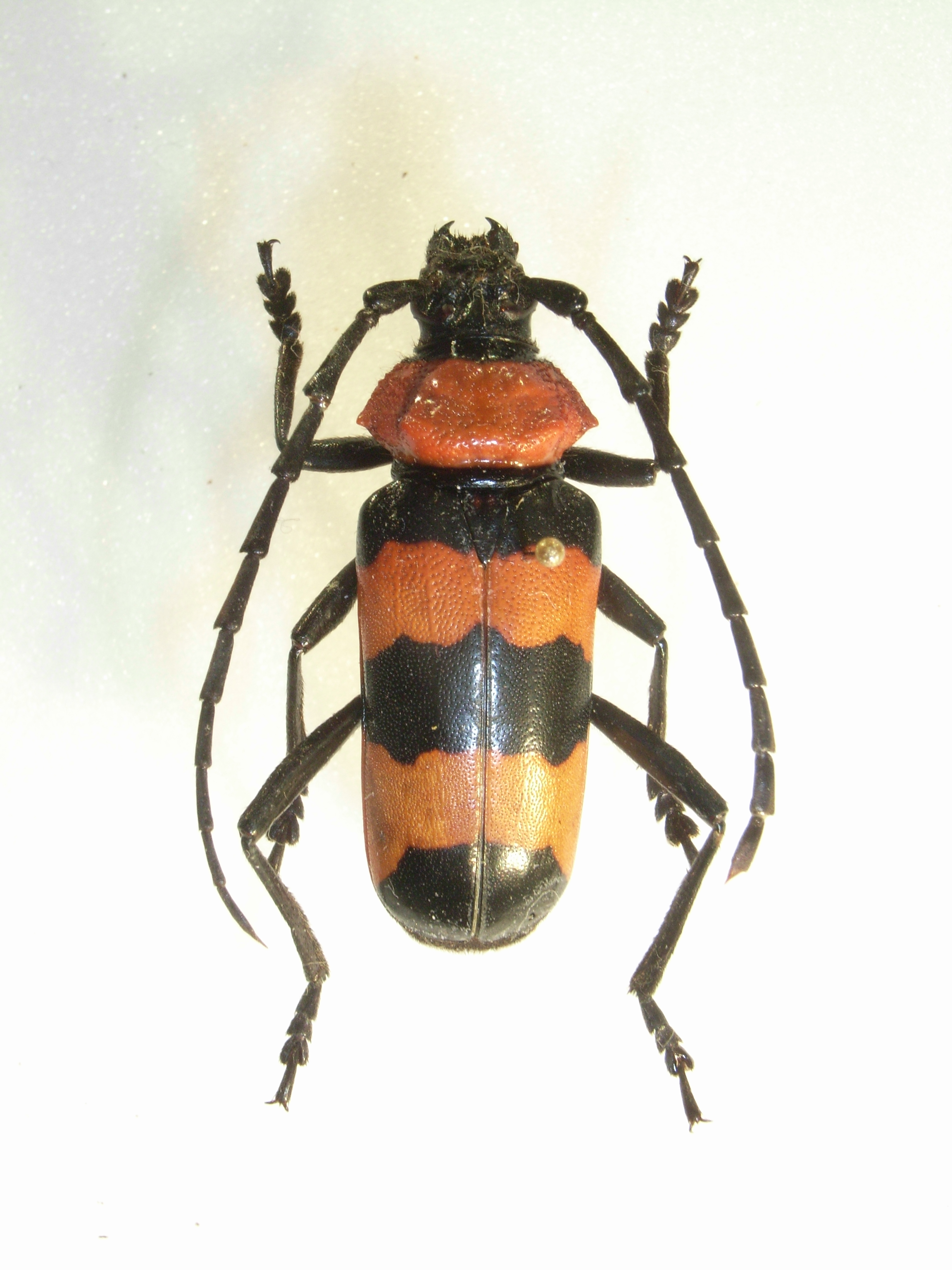